# Staatliche Universität Goris
Die Staatliche Universität Goris ist eine staatlich getragene Universität mit Sitz in Goris in der Provinz Sjunik im Süden der Republik Armenien. Gegründet wurde die Universität im Jahr 1967.

## Fakultäten
Die Universität verfügt (Stand 2019) über folgende Fakultäten:
- Fakultät für Geistes- und Sozialwissenschaften
- Naturwissenschaftliche Fakultät
- Fakultät für Ingenieurwesen und Wirtschaft